# La sociedad abierta y sus enemigos
La sociedad abierta y sus enemigos es una obra en dos volúmenes escrita por Karl Popper durante la Segunda Guerra Mundial. Al no encontrar un editor en Estados Unidos, fue publicada por primera vez en Londres por Routledge en 1945. 
El trabajo defiende a la «sociedad abierta contra sus enemigos», critica las teorías del historicismo teleológico en el que la historia se desarrolla inexorablemente de acuerdo con leyes universales, y acusa como totalitario a Platón, Hegel y Marx, quienes confiaron en el historicismo para sostener sus filosofías políticas.[cita requerida]

El libro, entonces, tiene varios objetivos interrelacionados: 
"En un nivel, se puede tratar de manera bastante directa, como una obra crítica de la filosofía que trata, en detalle, con las ideas principales de ciertos filósofos políticos. En su mayor parte, Popper se concentra en Platón y Marx, aunque hay un corto capítulo sobre Heráclito y varios capítulos sobre Hegel. Pero, dejarlo allí sería pasar por alto el punto principal del libro, porque en otro nivel más profundo es, como su título indica, una defensa de la 'sociedad abierta' contra sus 'enemigos.’” 
Popper elige discutir estos filósofos particulares porque son, en su opinión, los enemigos más influyentes de la democracia y la sociedad abierta.

## Publicación
Distintas personalidades de la filosofía y de las ciencias sociales participaron en su camino a la publicación, mientras Popper estaba escribiendo en la oscuridad académica a dos océanos de distancia, en Nueva Zelanda, durante la Segunda Guerra Mundial. Entre ellos se encontraban Ernst Gombrich (encargado de la tarea principal de encontrar un editor), Friedrich Hayek (que quería meter a Popper a la London School of Economics, y por lo tanto se entusiasmó por el giro de Popper a la filosofía social), Lionel Robbins, Harold Laski (ambos de los cuales revisaron el manuscrito), y John Niemeyer Findlay. Findlay fue quien sugirió el título del libro, después de que tres anteriores habían sido descartados (‘Una filosofía social para Everyman [Todohombre]’ era el título original del manuscrito. ‘Tres falsos profetas: Platón-Hegel-Marx’ y [cita requerida]‘Una crítica de filosofía política’ también fueron considerados y rechazados).

## Sinopsis
El libro comienza con una premisa simple:
"Si queremos que nuestra civilización sobreviva, debemos romper con el hábito de reverenciar a los grandes hombres. Los grandes hombres pueden cometer grandes errores, y como el libro trata de mostrar, algunos de los más grandes líderes del pasado apoyaron el ataque perenne a la libertad y razón".
Una vez que superemos ese hábito, podremos identificar a los enemigos intelectuales de la libertad y la democracia. Unos de esos enemigos será el historicismo.  De hecho, en La sociedad abierta y sus enemigos, Popper desarrolló una crítica del historicismo y una defensa de la sociedad abierta. El Prof. Joseph Agassi explica la concepción de Popper del historicismo y su relación con el totalitarismo:
"En aquel momento las discusiones políticas del salón giraron sobre la cuestión, ¿qué prefieres, el fascismo o el bolchevismo? Esta pregunta, obviamente, está basada en la desesperación por la democracia. Popper buscó el factor común a ambas opciones . . . Este factor era el historicismo, la doctrina de la inevitabilidad histórica, la idea de que la historia tiene un significado, un plan divino para la humanidad ".
El libro se divide en dos volúmenes; un volumen lleva el subtítulo de “El hechizo de Platón”, y el segundo volumen, “La pleamar de la profecía”.
El subtítulo del primer volumen es también su premisa central; es decir, que la mayoría de los intérpretes de Platón a través de los siglos han sido seducidos por su grandeza. De este modo, argumenta Popper, han tomado su filosofía política como un idilio benigno, en lugar de como debería ser vista: una horrible pesadilla totalitaria de engaño, violencia, retórica de una raza superior y eugenesia.
Al contrario de los principales estudiosos de Platón de su época, Popper divorció las ideas de Platón de las de Sócrates, afirmando que el primero, en sus últimos años, no expresó ninguna de las tendencias humanitarias y democráticas de su maestro. En concreto, acusa a Platón de traicionar a Sócrates en la República, en donde retrata a Sócrates simpatizando con el totalitarismo (véase: Problema socrático).
Popper ensalza el análisis de Platón del cambio y el descontento social, nombrándolo como un gran sociólogo, aunque rechaza sus soluciones. Esto proviene de la lectura de Popper de los ideales humanitarios emergentes de la democracia ateniense, como los dolores de parto de su codiciada ‘sociedad abierta’. En su opinión, las ideas historicistas de Platón son impulsadas por el temor al cambio que proviene de tan liberal visión del mundo. Popper también sugiere que Platón fue víctima de su propia vanidad; que tenía diseños para convertirse en el rey filósofo supremo de su visión.
El último capítulo del primer tomo lleva el mismo título que el libro, y contiene las exploraciones filosóficas de Popper sobre la necesidad de la democracia liberal.
En el volumen dos, Popper avanza para criticar a Hegel y Marx, remontando sus ideas hasta Aristóteles, y argumentando que los dos estuvieron en la raíz del totalitarismo del siglo XX.[cita requerida]

## Comentarios y críticas
El filósofo Sidney Hook alabó La sociedad abierta y sus enemigos como una «sutilmente argumentada y apasionadamente escrita» crítica de las «ideas historicistas que amenazan el amor a la libertad [y] la existencia de una sociedad abierta». Hook califica la crítica de Popper a las creencias cardinales del historicismo como «indudablemente auscultada», señalando que el historicismo «pasa por alto la presencia de verdaderas alternativas en la historia, la operación de procesos causales plurales en el patrón histórico, y el papel de los ideales humanos en la redeterminación el futuro.» Sin embargo, Hook sostiene que Popper «lee a Platón demasiado literalmente cuando sirve a sus propósitos, y está demasiado seguro de sí mismo acerca de cuál es el significado ‘real’ de Platón cuando los textos son ambiguos.» Además, Hook llama al tratamiento que Popper hace de Hegel «absolutamente abusivo» y «manifiestamente falso», señalando que «no hay una sola referencia a Hegel en el Mein Kampf de Hitler.»
Según Leo Strauss, La sociedad abierta y sus enemigos confunde la ciudad-en-el-discurso descrita en la República de Platón como un proyecto de reforma del régimen. Strauss cita a Cicerón, «La República no saca a la luz el mejor régimen posible, sino más bien la naturaleza de los asuntos políticos - la naturaleza de la ciudad.» Strauss argumenta que la ciudad-en-el-discurso era innatural, precisamente porque «se hace posible por la abstracción de Eros», o las necesidades del cuerpo, y por lo tanto nunca podría orientar la política en la forma que Popper afirmó.
Revisando el legado del libro a finales del siglo XX, Rajeev Bhargava afirmó que Popper «malinterpreta notoriamente a Hegel y Marx», argumentando también que la formulación que Popper desplegó para defender valores políticos liberales está «motivada por consideraciones ideológicas partidistas basadas curiosamente en las más abstractas premisas metafísicas.»
Walter Kaufmann, en From Shakespeare to existentialism, afirma que la sección de Popper sobre Hegel es una representación simplificada y errónea de Hegel. Sostiene que los puntos de vista de Popper están basados en una lectura incompleta de Hegel, lo que sugiere que «Popper ha confiado en gran medida en las Selecciones de Hegel de [la editorial] Scribner, una pequeña antología para estudiantes que no contiene ni una sola obra completa.» Kaufmann también considera que Popper traiciona el método científico que propone con tanta pasión, y en su lugar tiene «la intención de la psicologización de los hombres que él ataca.» De hecho, Kaufmann acusa a Popper de utilizar los mismos métodos de distorsión de los que los totalitarios también son culpables.
Las Open Society Foundations, creadas por el especulador George Soros, alegan ser inspiradas en su nombre y propósito por el libro de Popper.